# Чемпіонат України з футболу 2005—2006: золотий матч
«Золотий матч» чемпіонату України з футболу 2006 — футбольний матч, який відбувся 14 травня 2006 року на стадіоні «Металург» в місті Кривий Ріг, в якому визначився переможець п'ятнадцятого чемпіонату України з футболу
За підсумками сезону 2005/2006 київське «Динамо» та донецький «Шахтар» набрали рівну кількість очок — по 75. згідно з регламентом в таких випадках повинен був проводиться додатковий, «золотий», матч для визначення чемпіона країни.

## Історія взаємин
На 2006 рік «Динамо» та «Шахтар» домінували в українському футболі, практично не маючи конкуренції. Зустріч між ними була найочікуванішою грою сезону та отримала статус «українського дербі».
До цього матчу команди зустрічалися між собою в чемпіонаті України 28 разів. 13 разів перемагали кияни, 6 разів — «гірники», 9 разів була зафіксована нічия. Загальна різниця голів 45-32 на користь «Динамо». Найпопулярніший рахунок — 1:1, 2:1 і 3:1 (по 4 рази). Останній раз між собою команди провели зустріч за 4 дні до «золотого матчу», 10 травня 2006 року, на стадіоні «Динамо» ім. В. В. Лобановського в Києві. Матч закінчився з рахунком 2:2. За Динамо відзначилися Максим Шацьких та Артем Мілевський, за Шахтар — Дмитро Чигринський та Жадсон

## Турнірне становище команд після 30-го туру
| М | Команда       | І  | В  | Н | П  | РМ    | О  |
| - | ------------- | -- | -- | - | -- | ----- | -- |
|   | «Шахтар»      | 30 | 23 | 6 | 1  | 64−14 | 75 |
|   | «Динамо»      | 30 | 23 | 6 | 1  | 68−20 | 75 |
|   | «Чорноморець» | 30 | 13 | 6 | 11 | 36−31 | 45 |

Суперники відірвалися від найближчого переслідувача на 30 очок. Обидві команди програли всього по одному матчу в сезоні («Шахтар» — «Динамо», в Донецьку, 7 листопада 2005 року, з рахунком 0:1, а «Динамо» — «Дніпру», в Києві, 17 квітня 2006 року, з рахунком 0:2). За 12 днів до матчу, 2 травня, Динамо стало володарем кубка України, обігравши в фіналі запорізький «Металург» з рахунком 1:0. «Шахтар», в тому сезоні, вибув з кубку на стадії 1/8 фіналу, поступившись львівським «Карпатам»

## Перед матчем
Обслуговувати матч була запрошена словацька бригада арбітрів, на чолі з досвідченим суддею Любошем Міхелом
Перед матчем Мірча Луческу зіткнувся з кадровими проблемами. Один з ключових гравців «Шахтаря», Матузалем, отримав травму в попередньому матчі в Києві, а Жадсон не міг допомогти команді через дискваліфікацію у зв'язку з перебором жовтих карток. Їх місця на полі зайняли Елано та Фернандінью. Анатолій Дем'яненко таких проблем не мав, однак зробивши висновки з протистояння чотириденної давнини, коли «Динамо» втратило чемпіонство, виграючи по ходу зустрічі з «Шахтарем» 2:0, тренер вирішив зробити перестановки в складі, залишивши на лаві запасних Несмачного, Белькевича та Мілевського.

## Звіт про матч
| 14 травня 2006 18:00 UTC+3 |

| «Шахтар»                | 2-1      | «Динамо»    |
| ----------------------- | -------- | ----------- |
| Маріка 60' Агахова 100' | протокол | 80' Родолфо |

| «Металург», Кривий Ріг Глядачів: 29 734 Арбітр: Любош Міхел |

| Шахтар · Донецьк | Динамо · Київ |

| Шахтар:       |    |                      |      |      |
|               |    |                      |      |      |
| ВР            | 35 | Богдан Шуст          |      |      |
| ЗХ            | 33 | Даріо Срна           |      |      |
| ЗХ            | 27 | Дмитро Чигринський   |      |      |
| ЗХ            | 3  | Томаш Гюбшман        | 58'  | 91'  |
| ЗХ            | 26 | Резван Рац           |      |      |
| ПЗ            | 36 | Елано                | 21'  | 73'  |
| ПЗ            | 4  | Анатолій Тимощук     |      |      |
| ПЗ            | 18 | Маріуш Левандовський |      |      |
| ПЗ            | 7  | Фернандінью          |      |      |
| НП            | 29 | Чипріан Маріка       | 60'  | 80'  |
| НП            | 25 | Брандау              | 118' |      |
| Запасні:      |    |                      |      |      |
| ПЗ            | 6  | Ігор Дуляй           | 73'  | 120' |
| ЗХ            | 8  | Леонардо             |      |      |
| ЗХ            | 13 | В'ячеслав Шевчук     |      |      |
| ЗХ            | 14 | Флавіус Стойкан      | 91'  |      |
| ВР            | 16 | Ян Лаштувка          |      |      |
| НП            | 17 | Джуліус Агахова      | 80'  | 100' |
| НП            | 20 | Олексій Бєлік        |      |      |
| Тренер:       |    |                      |      |      |
| Мірча Луческу |    |                      |      |      |

| Динамо:             |    |                       |      |      |
|                     |    |                       |      |      |
| ВР                  | 1  | Олександр Шовковський |      |      |
| ЗХ                  | 3  | Сергій Федоров        |      |      |
| ПЗ                  | 5  | Сергій Ребров         | 101' |      |
| НП                  | 9  | Клебер                | 45'  |      |
| ПЗ                  | 14 | Руслан Ротань         |      | 111' |
| НП                  | 16 | Максим Шацьких        |      |      |
| ПЗ                  | 20 | Олег Гусєв            |      |      |
| ЗХ                  | 27 | Владислав Ващук       |      |      |
| ЗХ                  | 30 | Бадр Ель-Каддурі      | 119' |      |
| ПЗ                  | 32 | Горан Гавранчич       |      | 55'  |
| ЗХ                  | 33 | Андрій Єщенко         |      | 68'  |
| Запасні:            |    |                       |      |      |
| ЗХ                  | 4  | Родолфо               | 55'  | 80'  |
| ПЗ                  | 8  | Валентин Белькевич    | 111' |      |
| НП                  | 15 | Діого Рінкон          |      |      |
| НП                  | 23 | Маріс Верпаковскіс    |      |      |
| НП                  | 25 | Артем Мілевський      | 68'  | 82'  |
| ЗХ                  | 26 | Андрій Несмачний      |      |      |
| ВР                  | 55 | Олександр Рибка       |      |      |
| Тренер:             |    |                       |      |      |
| Анатолій Дем'яненко |    |                       |      |      |

| ' Суддівська бригада ' - Асистенти: - Мартін Балко - Томаш Мокоса - Четвертий: Володимир Гриняк - Делегат ФФУ: Петро Кобичик (Чернівці) | Регламент матчу - 90 хвилин основного часу - 30 хвилин додаткового часу, якщо після закінчення основного часу рахунок рівний - Пенальті, якщо після закінчення основного та додаткового часу рахунок рівний - Сім гравців на заміні. - Максимум 3 заміни |

## Хід матчу
Матч проходив в напруженій боротьбі, проте в першому таймі оборона переважала над атакою та яких-небудь небезпечних моментів не виникало, але незначну територіальну перевагу мав «Шахтар». З початком другої половини матчу обидві команди почали діяти агресивніше. На 60 хвилині, після атаки «Шахтаря», за участю Елано та Маріки м'яч 2 рази потрапляє в штангу, після чого знову опиняється у Елано, який обігрує Ель-Каддурі та видає м'яку подачу на голову Чипріана Маріки, що переправляє м'яч у ворота. Пропустивши гол «Динамо» пішло вперед. На 68-й хвилині Дем'яненко пішов ва-банк, випустивши замість захисника Єщенко форварда Мілевського, а Луческу посилив зашиту, випустивши Дуляя замість Елано. «Динамо» створювало момент за моментом, небезпечно пробивали Гусєв та Мілевський. На 80-й хвилині Родолфо отримав м'яч в штрафній площі «Шахтаря» та пробив у дальній від Шуста кут, зрівнявши рахунок. До кінця основного часу «Динамо» мало ще кілька небезпечних моментів, проте свисток Міхела зафіксував нічию після закінчення 90 хвилин.

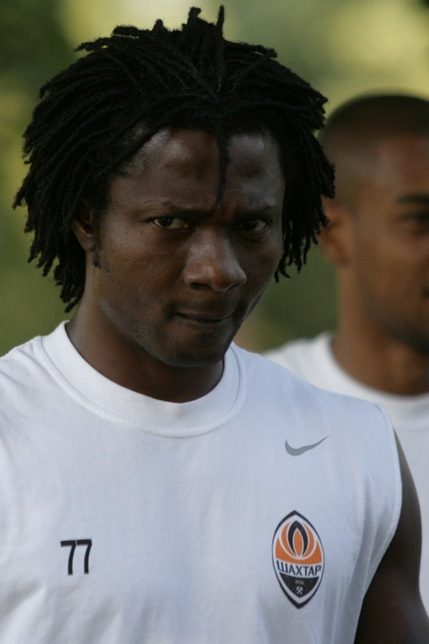
Джуліус Агахова — автор переможного голу в матчі

З початком додаткового часу гра вирівнялася, небезпечні моменти виникали біля обох воріт. На 100-й хвилині подачу Фернандіньо з кутового замкнув головою Джуліус Агахова. Пропустивши м'яч «Динамо» знову пішло вперед, упустивши кілька небезпечних моментів (зокрема, на останній хвилині матчу небезпечно головою пробивав Родолфо, але не влучив у створ воріт), однак рахунок залишився незмінним. «Шахтар» переміг у цьому матчі, ставши втретє (вдруге поспіль) чемпіоном України.

## Статистика
| «Шахтар» | Показник              | «Динамо» |
| -------- | --------------------- | -------- |
| 2        | Голи                  | 1        |
| 11       | Удари по воротах      | 16       |
| 5        | Удари в площину воріт | 2        |
| 3        | Кутові                | 8        |
| 0        | Офсайди               | 0        |
| 4        | Жовті картки          | 4        |
| 0        | Червоні картки        | 0        |